# Aféra Watergate

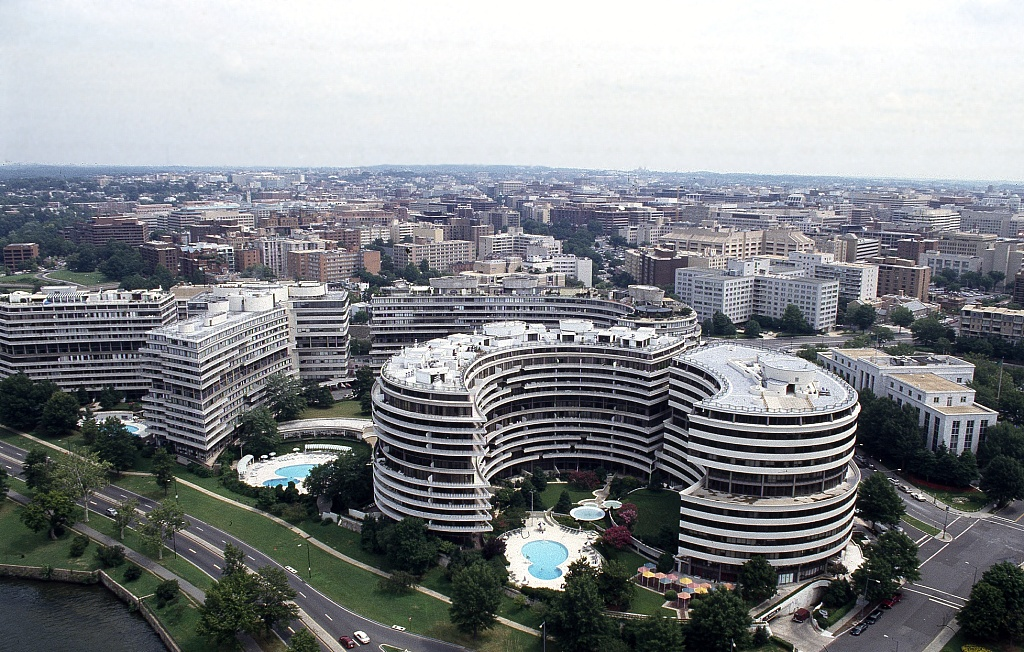
Střední a jižní část komplexu Watergate; ve čtvrtkruhové budově úplně napravo (Watergate Office Building) se odehrávaly události vedoucí k aféře

Aféra Watergate (případně skandál ve Watergate nebo pouze Watergate) je skandál, který vypukl ve Spojených státech poté, co do sídla Demokratické strany v komplexu Watergate ve Washingtonu, D.C. v roce 1972 násilně vnikli pracovníci aparátu republikánského prezidenta Richarda Nixona. Ti byli pověřeni úkolem umístit do budovy odposlech. O události začali psát reportéři deníku The Washington Post Carl Bernstein a Bob Woodward, kteří za své reportáže v roce 1973 získali Pulitzerovu cenu. Případ vedl až k rezignaci prezidenta USA a je dodnes považován za největší kauzu v dějinách žurnalistiky.
Název místa, kde se celý tento případ odehrával, tj. hotelový a kancelářský komplex šesti budov jménem Watergate, se od té doby stal synonymem pro velikou aféru, a to nejprve v angličtině, poté i v jiných jazycích, včetně češtiny. (Přípona „-gate“ [gejt] je přidávána k určujícímu jménu; viz např. Irangate nebo Dieselgate a mnoho dalších.)

## Odhalení vloupání

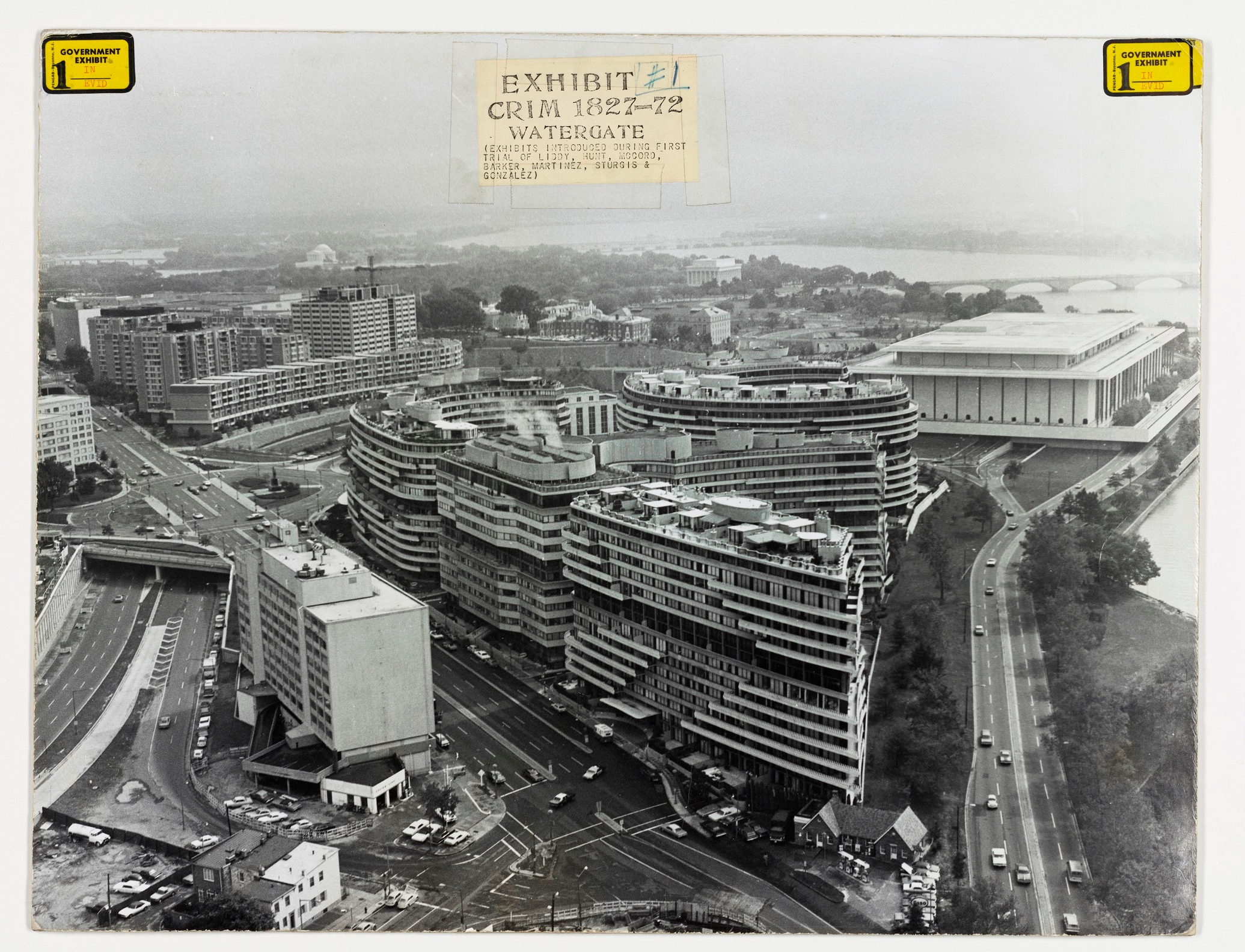
Celý komplex Watergate s okolím – vzadu vpravo bílá budova Pamětního Kennedyho centra múzických umění – v době aféry (pohled ze S)

Navečer 17. června 1972 došlo nejdříve k anonymnímu telefonátu z protější části komplexu (téměř půlkruhové budovy Watergate South), aby poslali naproti do kanceláří údržbáře, v domnění, že nejspíš vypadly pojistky, protože „tam svítí baterkami“. V přibližně stejný okamžik objevil hlídač Frank Wills několik dveří s přelepenými zámky tak, aby zůstaly odemčeny. Strhal pásky, ale věc nenahlásil. Po hodině si všiml, že zámky někdo znovu přelepil, nyní Wills zavolal policii. Ta nalezla pět mužů schovávajících se v kancelářích, jež měla tehdy dlouhodobě pronajaté Demokratická strana, přesněji řečeno byly sídlem řídícího orgánu strany, Demokratického národního výboru (Democratic National Comitee, DNC).
Zadrženými byli Virgilio González, Bernard Barker, James W. McCord, Jr., Eugenio Martínez a Frank Sturgis. Aby muži zakryli své pravé určení, maskovali se jako obyčejní lupiči. Pracovně se této operativní skupině říkalo instalatéři (anglicky plumber unit) a sestávala mimo jiné z bývalých agentů CIA. Všech pět bylo obviněno z loupeže a pokusu o nastražení odposlechů. V lednu 1973 byli shledáni vinnými. Po rozsáhlém vyšetřování se prokázala jejich spojitost s republikánským Výborem pro znovuzvolení prezidenta Nixona. Navíc vyšetřování vedlo k odhalení spojitosti odsouzených s Gordonem Liddym (šéf rozvědky Bílého domu za prezidenta Nixona) a Howardem Huntem (bývalý agent CIA a člen rozvědky Bílého domu za prezidenta Nixona). Oba byli odsouzeni za spiknutí, vloupání a maření vyšetřování.
Jeden z pěti odsouzených lupičů, James W. McCord, napsal v březnu 1973 dopis vrchnímu soudci případu Johnu J. Siricovi. V dopise se přiznal, že jednal na nátlak z vyšších míst, konkrétně podle rozkazů bývalého generálního prokurátora a šéfa Výboru pro znovuzvolení prezidenta Nixona Johna N. Mitchella. Vyšetřování také ukázalo, že 17. června 1972 šlo již o druhé vloupání do centrály Demokratické strany v komplexu Watergate. První vloupání se událo 28. května téhož roku.

## Vyšetřování

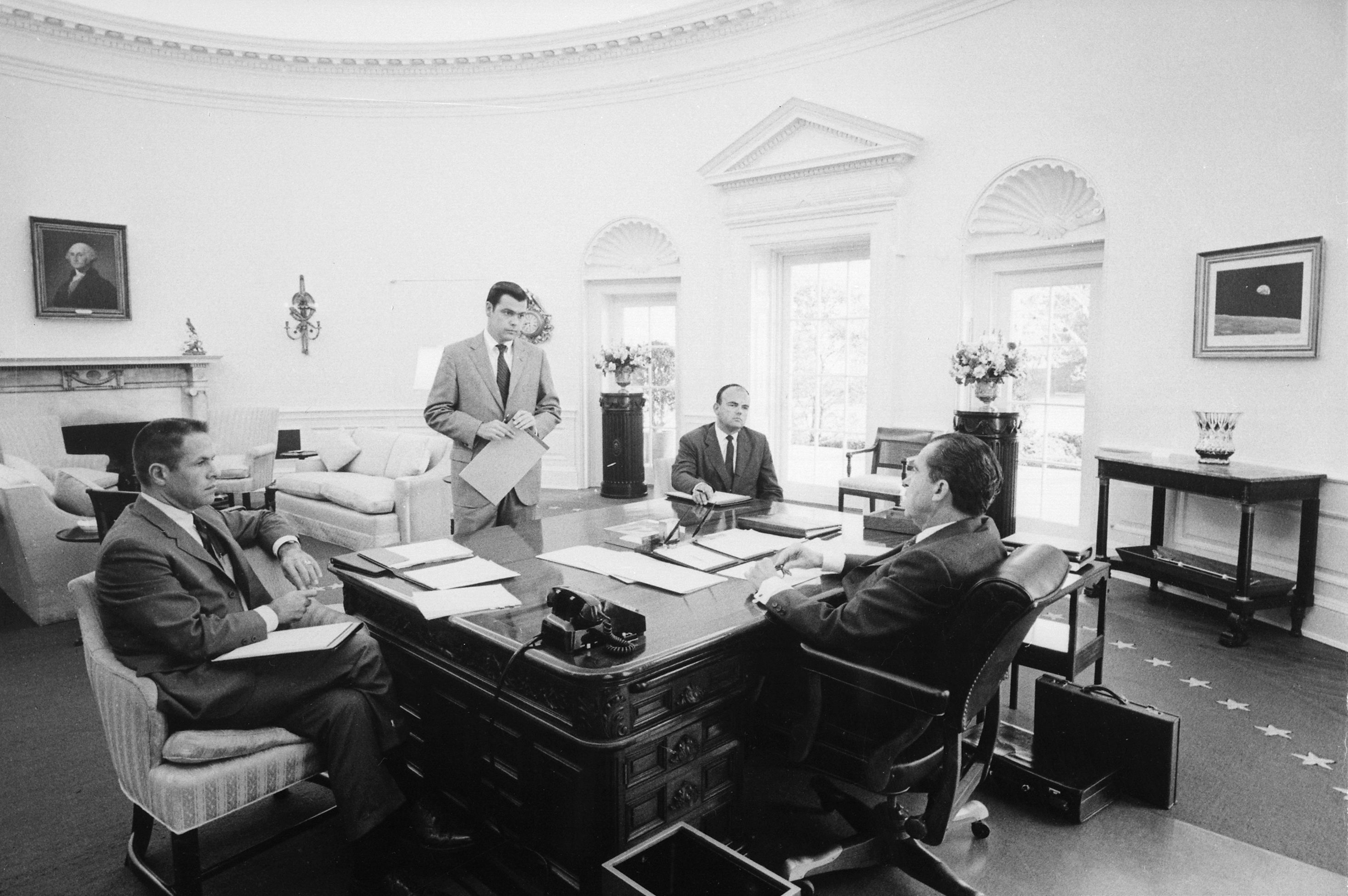
Členové spiknutí H. R. Haldeman, D. Chapin, J. D. Ehrlichman a R. Nixon

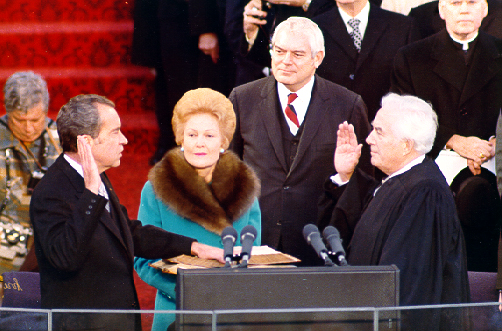
Nixonova inaugurační přísaha v roce 1973

Dne 1. srpna 1972 byl nalezen šek na 25 000 USD. Šek patřil jednomu z lupičů a byl vystaven Výborem pro znovuzvolení prezidenta Nixona. Další vyšetřování vedlo k odhalení faktu, že tito muži před vniknutím do budovy Watergate obdrželi desetitisíce amerických dolarů. Celkově se dokázalo, že od Výboru pro znovuzvolení prezidenta Nixona obdrželi 89 000 amerických dolarů. Vyšetřování se tedy zaměřilo na pokladníka Výboru Hugh W. Sloana, který dříve pracoval jako asistent velícího štábu Bílého domu Harryho R. Haldemana. Sloan vypověděl, že vydával šeky na příkazy zástupce ředitele Výboru Jeba S. Magrudera a finančního ředitele Maurice Stanse. Později výpověď doplnil tím, že konkrétní šek na 25 000 dolarů, který se našel u jednoho ze zadržených, po vypsání předal Gordonovi Liddymu, který v té době vypomáhal Výboru jako finanční zástupce.
Dne 29. září 1972 byla odhalena skutečnost, že šéf Výboru John N. Mitchell spravoval tajný republikánský fond, ze kterého byly financovány akce na zdiskreditování Demokratické strany. 10. října bylo potvrzeno FBI, že vloupání do centra demokratů ve Watergate bylo součástí rozsáhlého spiknutí Výboru za znovuzvolení prezidenta Nixona na pošpinění Demokratické strany pomocí špionáže a sabotáží. I přesto nebyla Nixonova kampaň přerušena a 7. listopadu byl znovuzvolen prezidentem Spojených států.
Největší pokroky ve vyšetřování však paradoxně nedělala policie a ani tajná služba, ale tisk. Případu se usilovně věnovaly tři velké společnosti Time, The New York Times a především The Washington Post. Z posledně jmenovaného listu se na případ soustředili novináři Carl Bernstein a Bob Woodward, jimž pomáhal spolehlivý anonymní zdroj, který vystupoval pod pikantní přezdívkou Deep Throat čili „Hluboké hrdlo“ (v roce 1972 běžel v kinech v USA veleúspěšný stejnojmenný pornografický film). Až v roce 2005 bylo oficiálně potvrzeno, že se jednalo o tehdejšího zástupce ředitele FBI Williama Marka Felta. Díky němu Woodward, který se s ním tajně a obezřetně scházel v podzemních garážích, přišel na to, že případ vloupání do Watergate je jen částí velkého spiknutí řízeného z Bílého domu.

### Zveřejnění nahrávek a prezidentova rezignace

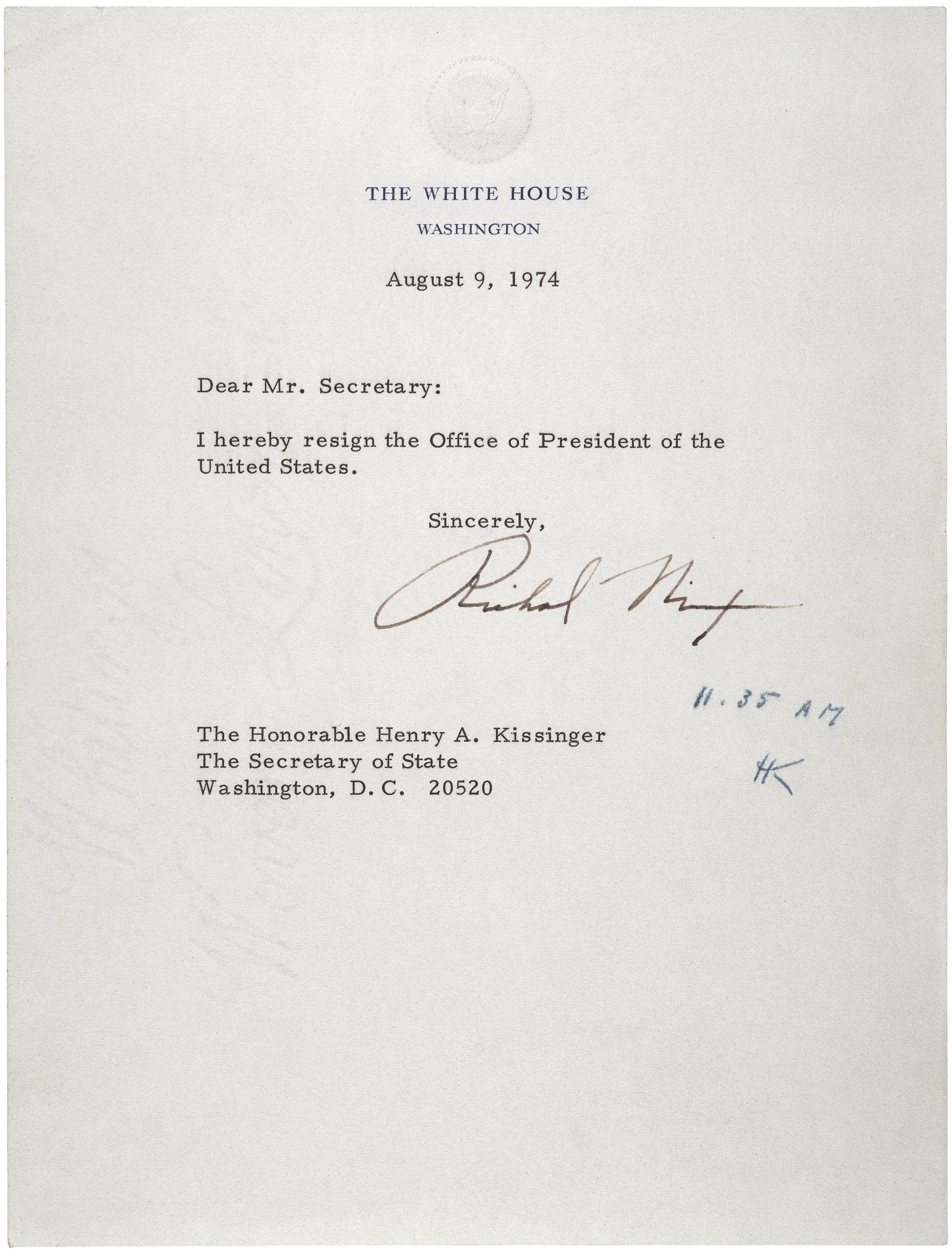
Rezignační dopis Richarda Nixona

Dne 30. dubna byl, na nátlak Senátu, prezident Nixon nucen přijmout rezignace dvou vysoce postavených členů aparátu Bílého domu H. R. Haldemana a J. Ehrlichmana. Oba byli odsouzeni za spiknutí a křivá svědectví. Také vyhodil právního zástupce zaměstnanců v Bílém domě Johna Deana, který vypovídal před Senátem proti Haldemanovi a Ehrlichmanovi a také věděl mnoho proti Richardu Nixonovi. Svědectví Deana odhalilo, že v důležitých místnostech Bílého domu je nainstalováno odposlouchávací zařízení, a potvrdil, že o něm prezident Nixon věděl. Toto šokující odhalení, při kterém se zjistilo, že si prezident Nixon nahrával své návštěvy, velice uškodilo prezidentově reputaci a zažehlo dohady o jeho spojitosti s aférou Watergate a se zdiskreditováním Demokratické strany. Zprvu Nixon odmítal pásky vydat a odvolával se na speciální právo prezidenta. Později byl však Senátem donucen nahrávky odevzdat. Z pásek šlo odvodit, že prezident o celém spiknutí věděl a navíc se ho snažil utajit. To vedlo k debatám o navržení impeachmentu. Navíc se nalezla páska, ze které bylo osmnáct a půl minuty vymazáno. Bílý dům to označil za nehodu jedné ze sekretářek, která zmáčkla špatný knoflík.
V březnu 1974 byla za spiknutí a zneužití pravomoce odsouzena tzv. „watergateská sedmička“, neboli sedm významných spolupracovníků Richarda Nixona. Šlo o H. R. Haldemana, J. Ehrlichmana, J. N. Mitchella, Charlese Colsona, Gordona C. Strachana, Roberta Mardiana a Kennetha Parkinsona. U soudu byl mimo zápis Nixon uveden jako spoluviník spiknutí. V dalších soudních přelíčeních byli shledáni vinnými J. Dean, J. S. Magruder, D. Chapin a všichni ostatní zapletení do spiknutí na různých úrovních.
V červenci 1974 byl zahájen soud s prezidentem Richardem Nixonem. Věc se projednávala u Nejvyššího soudu a vešla do historie jako případ „Stát versus Nixon“. Také byl připravován impeachment z důvodů maření vyšetřování, zneužití pravomoci a opovrhování Kongresem USA. Ovšem deset členů Kongresu bylo proti uvalení impeachmentu.
Dne 5. srpna 1974 byla objevena doposud utajovaná nahrávka, na které H. R. Haldeman vysvětluje prezidentu Nixonovi plán na utajení jejich spojitosti s vloupáním do komplexu Watergate. Prezident na pásce souhlasí s plánem a se zapojením CIA. Po zveřejnění tohoto záznamu oznámilo oněch deset členů kongresu, že nyní impeachment plně podpoří. Prezident Nixon se však rozhodl raději předem rezignovat. Tak učinil navečer 8. srpna 1974 s účinností k následujícímu dni.
Kongres se však rozhodl pokračovat v plánovaném uvalení impeachmentu a tím i možnému uvěznění již bývalého prezidenta Nixona. Ovšem jeho nástupce Gerald Ford mu udělil plnou milost.